# Helikopterrøveriet i Västberga
59°17′54″N 18°00′46″Ø / 59.2982°N 18.0129°Ø
Helikopterrøveriet i Västberga fandt sted om morgenen den 23. september 2009 mod G4S Cash Services' værdidepot i Västberga i det sydlige Stockholm. Røverne havde stjålet en helikopter af typen Bell 206 Jet Ranger, som de benyttede til at hente byttet fra værdidepotet. Det var første gang, at der blev benyttet en helikopter til et røveri i Sverige. Polisflygets helikoptere på Myttinge på Värmdö kunne ikke komme, eftersom nogen havde placeret en bombeattrap på landingspladsen. Byttets omfang blev ifølge en opgivelse til TT 67 mio. SEK. Under retsmødet, som blev holdt i august 2010, erkendte Safa Kadhum, at han var en af de tre maskerede mænd, som havde været inde i værdidepotet.
Røveriet fik, også i udenlandske massemedier, stor opmærksomhed. Det var en topnyhed på BBC's og The Times' hjemmesider, og blandt CNN's europanyheder. Også det tyske ARD havde en reportage i deres hovednyhedsudsendelse klokken 20:00 samme dag.

## Hændelsesforløbet den 23. september 2009
I løbet af natten til den 23. september 2009 blev en helikopter af typen Bell 206 Jet Ranger stjålet fra Roslagens helikopterflyg i Norrtälje. For at spærre vejen for politiet var der blevet lagt partisansøm ud i Västberga-området og en bombelignende genstand var blevet stillet ved Stockholmspolisens daværende eneste helikopterbase i Stockholmsområdet, i Myttinge på Värmdö, hvilket i flere timer forhindrede de to politihelikoptre af typen Eurocopter EC135 i at lette og deltage i røverjagten.
Den stjålne helikopter landede kort efter klokken 05:00 om morgenen overfor G4S' værdidepot i Västberga, og tre eller fire personer gik op på taget. De brugte en hammer til at smadre en rude i den pyramideformede taglanterne (glasoverbygning). Der blev detoneret sprængladninger inde i bygningen, uden at nogen personer kom til skade. Et antal sække med penge blev læsset ombord i helikopteren, som stod parkeret på taget med motoren i gang. Cirka et kvarter senere landede en politipatrulje, som afspærrede området ventende på forstærkning. Patruljen bad om tilladelse til at skyde brændende missiler mod helikopteren, men svaret fra politiledelsen var negativt. Yderligere nogle minutter senere lettede helikopteren med alle røverne og byttet ombord og forsvandt fra stedet. En lægd af Flygvapnets JAS 39 Gripen blev fundet i beredskabsstilling over Østersøen. Ordren blev dog ikke at agere, da det var et politi- og ikke et militært spørgsmål.
Ved 8-tiden samme dag blev den overgivne helikopter fundet i et skovbryn mellem Skavlötens motionsbane og Rönninge i Arninge ca. 30 km nord for Stockholm. Ved 13-tiden blev den bombelignende genstand ved politiets helikopterbase uskadeliggjort. Det viste sig at være en model.

## Politiudredningen
Dagen efter røveriet udlovede G4S en dusør på syv millioner svenske kroner for oplysninger, som kunne føre til en pågribelse af gerningsmanden, eller at udbyttet fra røveriet kunne skaffes tilbage. Den 27. september anholdtes seks personer mistænkt for deltagelse i røveriet, hvoraf de tre senere blev løsladt på grund af manglende beviser. Serbiens daværende indenrigsminister Ivica Dačić rapporterede den 29. september, at det serbiske politi allerede en måned forinden havde advaret deres svenske kolleger om, at medlemmer af styrken Crvene Beretke havde planlagt røveriet.

### De dømte
Safa Kadhum, 31 år
8 års fængsel for groft røveri. Erkender at han var en af de tre inde i værdidepotet, og havde ligeledes afsat DNA flere steder. "Safa Kadhum har medvirket i det grove røveri som gerningsmand. Han har været med og sprængt sig ind i værdidepotet, og deltaget aktivt i røveriet af pengene." Tidligere dømt til fængsel for deltagelse i to tidligere tilfælde af røveri. Blandt andet dømt til to år for hjælp til det spektakulære kup mod Nationalmuseum, hvor maskerede og bevæbnede røvere slog til to dage før juleaften i år 2000, og forsvandt i en båd.
Alexander Eriksson, 35 år
8 års fængsel for groft røveri. Nægter. Hans DNA findes på pengebundter, som lå på depotets tag samt på en GPS i den efterladte helikopter. "Alexander Eriksson har været vel fortrolig med hangaren ved Roslagens Helikopterflyg, og at han ikke skulle have været med ved røveriet af helikopteren er ifølge tingsrettens mening udelukket.". Tidligere dømt for besiddelse af narkotika og overtrædelse af våbenloven.
Goran Bojovic, 39 år
3 års fængsel for medhjælp ved groft røveri. Nægter. Blev i april 2010 dømt til 4 års fængsel for medhjælp ved grov mordbrand, hvor dele af Glädjens köpcentrum i Upplands Väsby blev ødelagt natten til den 10. september 2009.
Charbel Charro, 32 år
5 års fængsel for medhjælp ved groft røveri. Nægter. "Som det fremgår ovenfor er det udredt, at Charbel Charro har deltaget i fremskaffelse af telefoner og simkort benyttet under røveriet. Gennem dette samt hans kontakt med Goran Bojovic og Mikael Södergran, hvilket skete under møder og ved telefonering i lukkede kredse, anser tingretten at anklageren har styrket at også Charbel Charro har deltaget i planlægningen af røveriet." Forekommer i 26 tilfælde i det svenske kriminalregister. Dømt til fængsel for blandt andet røveri.
Mikael Södergran, 33 år
5 års fængsel for medhjælp ved groft røveri. Nægter. "På baggrund af at Mikael Södergrans DNA er blevet fundet på gummibåndet finder tingretten ud af, at han har deltaget i fremskaffelsen og brugen af sprængstof." Forekommer siden tidligere i 7 tilfælde i det svenske kriminalregister. Blev i 2007 dømt til to års fængsel for røveri og forsøg på grov afpresning.
Marcus Axelsson, 34 år
2 års fængsel for medhjælp ved groft røveri. Nægter. "Marcus Axelsson skal dermed dømmes for at have fremskyndet gerningen ved at have deltaget i planlægningen af gøremålene for at give Alexander Eriksson alibi for røveriet." Forekommer i 20 tilfælde i det svenske kriminalregister. Blev i 2007 dømt til to års fængsel for røveri og forsøg på grov afpresning.
Tomas Broman, 38 år
1 års fængsel for beskyttelse af røver. Nægter. "Tingretten anser at det kan tages for givet, at XX har haft kendskab til at Alexander Eriksson havde brug for alibi i morgentimerne den 23. september 2009, og at han for at lette skabelsen af et sådant først har modtaget bilen og senere overdraget den til Alexander Eriksson." Tidligere ustraffet.

## Diskussion og følger
Røveriet har foranlediget omfattende diskussion i svenske medier. Røveriet er blevet betragtet som "en kriminel krigserklæring", og politiet har fået omfattende kritik for at de ubevogtede politihelikoptre relativt enkelt kunne sættes ud af spil, og at et samarbejde med Flygvapnet ikke blev til noget.
Samtidig med udredningen gav Rikskriminalen med vilje fejlagtig information til Stockholms politi om, at man skulle have fundet flybilletter til Asien på en af de anholdtes bopæl. Da den falske information dagen efter blev publiceret i tidsskriftet Expressen, anså Rikskriminalen deres mistanke om offentliggørelse af personlige oplysninger hos Stockholms politi for bekræftet. Justitsminister Beatrice Ask reagerede med udtalelsen "Politiet skal holde deres kæft, og passe deres arbejde"